# Al corazón
Al corazón es una película de Argentina filmada en colores dirigida por Mario Sabato sobre su propio guion que se estrenó el 6 de junio de 1996 y que tuvo como narradores a Adriana Varela, Sergio Renán,  Ernesto Sabato y Enrique Cadícamo. El tema del filme es el tango y la investigación estuvo a cargo de Irene Amuchástegui y Mario Sábato.

## Sinopsis
Documental sobre los cruces entre el tango y el cine argentino. 

## Reparto
- Adriana Varela …relatora
- Sergio Renán … relator
- Ernesto Sabato … relator
- Enrique Cadícamo

Fragmentos  de filmes con
- Elías Alippi
- Pepe Arias
- Olinda Bozán
- Alberto Castillo
- Hugo del Carril
- Eva Duarte
- Carlos Gardel
- Roberto Goyeneche
- Libertad Lamarque
- Tito Lusiardo
- Azucena Maizani
- Tita Merello
- Mariano Mores
- Florencio Parravicini

+  Rosita Quiroga
- Aníbal Troilo
- Luis Sandrini
- Ángel Vargas

## Comentarios
Sergio Wolf en Film escribió:

«¿solo hay que decir l esbozado por un narrador –Renán- que lee textos esclerosados en torno de una de las pocas producciones legítimas y nobles que dio este país?...Más allá de que la productora Imagen Satelital solo tenga los derechos de  films hasta la década del ’50, queda como evidencia…el momento en que Sábato hace un corte temporal de su película. No hay riesgo.»

Quintín en El Amante del Cine  opinó:

«Un video para vender en Ezeiza.»

Adolfo Martínez La Nación opinó:{{cita|«…película tierna humorística nostálgica y entretenida al mismo tiempo…. trozos de films que hicieron época …imágenes que son al mismo tiempo nostalgia y belleza de un tiempo irrecuperable…una invitación al recuerdo y al amor a la pantalla grande y al tango….Todo es aquí plácido y permite al espectador no importa de qué edad recrearse con los recuerdos más entrañables de nuestros artistas….Técnicamente el film es perfecto… es adentrarse en la más pura nostalgia y es también revivir una época envuelta en la bruma de los años.»
Manrupe y Portela escriben:

«…un paseo parcial e incompleto por algunas constantes temáticas del tango argentino, la madre, la milonga, el abandono. Aunque no defrauda al público mayor y puede ser un buen acercamiento para el público joven, aquellos que pretendan un análisis musical deberán esperar…En el duelo de fragmentos de archivo, los contrapuntos entre Gardel y Del Carril dejan en evidencia las insuficiencias actorales del primero al lado de la convicción del segundo.»

## Premios
Asociación de Cronistas Cinematográficos de la Argentina
- Norberto Rapado, ganador del Premio Cóndor de Plata al Mejor Montaje de 1997.